# Priore

Stemma araldico di Priore

Il titolo di priore (dal latino prior, "primo dei due") designava il primo di un gruppo o un superiore; veniva utilizzato nel medioevo sia in ambito ecclesiastico che in quello civile.

## Chiesa cattolica

### Comunità religiose
Nella chiesa cattolico-romana, comunemente si definisce "priore" la guida di una comunità religiosa che non gode di totale autonomia.
Diverso, quindi, è il caso dell'abate, che è la guida di una comunità monastica indipendente (come accade tra i benedettini o i basiliani). Spesso però, in un'abbazia, esiste anche la carica del priore, seconda a quella dell'abate: al priore compete la responsabilità e il governo delle questioni più concrete e quotidiane legate alla vita del monastero.
La scelta di non avere "abati", ma soltanto "priori", fu tipica della riforma cluniacense, nella quale venne mantenuto un unico abate, quello di Cluny, mentre tutti gli altri insediamenti monastici erano soltanto dei priorati, dipendenti dall'unico abate.
Si utilizza il titolo di priore anche per il superiore di un convento di alcuni ordini mendicanti, come i domenicani o i carmelitani oppure nei Servi di Maria.
Proprio in ragione del fatto che il priore governa una comunità nel quadro di un'organizzazione più ampia, nella maggior parte degli ordini e delle congregazioni religiose il priore viene nominato dal moderatore supremo o dal superiore provinciale, sebbene in alcuni contesti egli possa anche essere eletto direttamente dal capitolo della comunità locale.

### Carica ecclesiastica
Il termine priore indica in alcuni casi la prima dignità di un capitolo di canonici (es. il priore del capitolo della cattedrale di Catania) o il parroco (es. il priore parroco della Parrocchia San Filippo d'Agira in diocesi di Nicosia).

### Confraternita laica
Si parla di priore anche per indicare il responsabile di una confraternita, associazione di fedeli che di solito persegue finalità di carità o culto. In questo caso il priore è un laico e ha il compito di:
- controllare il lavoro che l'amministrazione compie;
- presenziare e controllare che tutto vada bene durante le esumazioni nelle cappelle cimiteriali della confraternita;
- prendere le decisioni importanti e decisive in situazioni di disaccordo;
- partecipare agli incontri in curia per le decisioni diocesane.

## Amministrazione civile

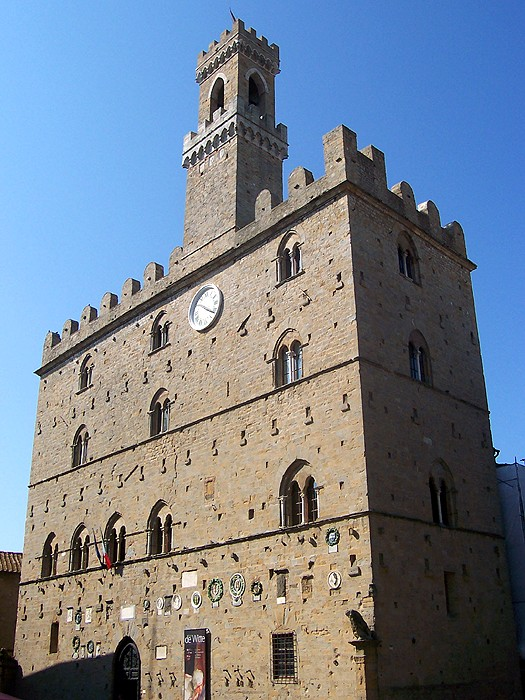
Il Palazzo dei Priori di Volterra

In età comunale, i rappresentanti delle Arti erano definiti priori, ma lo stesso termine veniva anche utilizzato per designare il primo dei consoli del comune cittadino (prior consulum). Questa magistratura ha spesso dato il proprio nome ad alcuni edifici di molte città italiane, chiamati Palazzo dei Priori.
Priorato municipale era chiamato, fino al XIX secolo, il comune in molti Stati preunitari d'Italia; il sindaco era detto "priore municipale".

### Firenze
A Firenze la carica fu istituzionalizzata attorno al 1282-1283. I priori erano i rappresentanti delle Arti, inizialmente in numero di tre, successivamente aumentati a sei e infine nel 1423 diventati otto. Collegialmente venivano chiamati col nome di Priorato delle Arti e rappresentavano il massimo potere esecutivo del Comune. Dante fu priore del comune dal 15 giugno al 15 agosto del 1300.

## Altri usi
Nelle feste patronali di alcuni piccoli comuni (come il paesino di Ozegna in provincia di Torino) viene ancora nominato il priore (della festa) che conduce e offre cibi e bevande ai partecipanti della festa.
Nel paese di Cavaglià, in provincia di Biella, viene eletto il Priore della Festa dei Giovani, antichissima manifestazione di cui si trova traccia fin dal 1518, che si svolge ogni anno a cavallo di Ferragosto per dieci giorni consecutivi che uniscono il paese in vari festeggiamenti, danze e cene.